# 尼卡拉斯·蘇利
尼卡拉斯·蘇利（德語：Niklas Süle；1995年9月3日—）是一位德國足球員，司職中堅，現時效力德國足球甲級聯賽球隊多特蒙德。蘇利曾代表德國各階青年國家隊上場。

## 球會生涯
蘇利曾是法蘭克福青年軍的一員，於2008-09賽季轉會至達斯泰特98的青年軍效力。1年半後，他再轉會至賀芬咸青年軍。
2013年5月11日，蘇利首次代表賀芬咸於德甲上陣，對陣漢堡。他上陣了81分鐘，但球隊以1比4大敗。
2017年1月15日，德甲豪門拜仁慕尼黑宣布簽下蘇利，合約為5年。
2022-23賽季，蘇利同意免費加盟德甲球隊多蒙特。

## 國家隊生涯
蘇利曾代表德国U-17參加2012年歐洲U-17足球錦標賽，但德國隊在決賽對陣荷蘭時，在互射十二碼階段，以5比4落敗，無緣冠軍。
2016年夏季奧林匹克運動會代表德國出戰，並殺進決賽，只可惜在點球大戰中輸給巴西。但也為德國足球在奧運上，寫下嶄新的記錄。
2016年夏季奧林匹克運動會後，蘇利開始代表德國國家隊上陣。
2018年，蘇利隨隊出戰俄羅斯世界盃。德國國家隊三戰一勝二負，分組賽出局。

## 榮譽

### 球會
拜仁慕尼黑
- 德甲冠軍：2017–18, 2018–19, 2019–20,2020-21,2021-22
- 德國盃冠軍： 2018–19,2019–20
- 德國超級盃冠軍：2017, 2018,2020,2021
- 歐洲冠軍聯賽冠軍：2019–20

 多特蒙德
- 歐洲聯賽冠軍盃亞軍：2023–24

### 國家隊
德国
- 国际足联联合会杯冠軍：2017年

## 外部連結
- Soccerway資料庫：尼卡拉斯·蘇利